# Armagomphus
Armagomphus is een geslacht van libellen (Odonata) uit de familie van de rombouten (Gomphidae).

## Soorten
Armagomphus omvat 1 soort:
- Armagomphus armiger (Tillyard, 1919)